# Transfer pricing
Op het gebied van belastingen en boekhouden verwijst transfer pricing, interne verrekenprijzen, internationale winstallocatie of transfertprijzen naar de regels en methoden voor het vaststellen van prijzen binnen en tussen ondernemingen die onder gemeenschappelijk eigendom of onder dezelfde zeggenschap staan. Dit wordt ook wel een groep of gelieerde lichamen genoemd. Het gevaar bestaat dat deze ondernemingen bij transacties binnen de groep met onzakelijke (te laag of te hoge) prijzen werken. Als dit gaat om grensoverschrijdende transacties dan kan hierbij het belastbaar inkomen en hiermee de opbrengst van de vennootschapsbelasting in dat land worden verstoord. Die ondernemingen kunnen de winsten daar neerslaan waar winsten niet of laag worden belast. Belastingautoriteiten in veel landen kunnen daarom de tarieven voor transacties binnen de groep aanpassen indien die verschillen van wat zou zijn berekend door niet verbonden ondernemingen die op zakelijke grondslag handelen. De bepaling om af te dwingen dat ondernemingen binnen de groep zakelijk met elkaar handelen wordt het arm's length principle genoemd. ). De Nederlandse benaming van dit beginsel, namelijk het zakelijkheidsbeginsel, wordt amper tot nooit gebruikt.
De OESO (in het Engels OECD genaamd) en de Wereldbank bevelen interne verrekenprijzen aan op basis van het Arm's length principle. Negentien van de twintig leden van de G20 hebben soortgelijke maatregelen genomen via bilaterale verdragen en binnenlandse wetgeving, regelgeving of administratieve praktijken.
Landen met verrekenprijs wetgeving volgen in het algemeen de OESO richtlijnen voor verrekenprijzen voor multinationale ondernemingen en belastingdiensten in de meeste opzichten, hoewel hun regels op enkele belangrijke details kunnen verschillen. In Nederland is het Arm's length principle vastgelegd in artikel 8b Wet op de vennootschapsbelasting 1969.
Indien landen deze regels in hun nationale wetgeving opnemen, stellen transfer pricing-regels de belastingautoriteiten in staat prijzen aan te passen voor de meeste grensoverschrijdende intragroepstransacties, inclusief overdrachten van materiële of immateriële goederen, diensten en leningen. Een belastingautoriteit kan bijvoorbeeld het belastbare inkomen van een bedrijf verhogen door de prijs te verlagen van goederen die zijn gekocht bij een aangesloten buitenlandse fabrikant of door de royalty's te verhogen, het bedrijf zijn buitenlandse dochterondernemingen moet aanrekenen voor het gebruik van een eigen technologie of merknaam. Deze aanpassingen worden over het algemeen berekend met behulp van een of meer van de verrekenprijsmethoden die zijn gespecificeerd in de OESO-richtsnoeren en zijn onderworpen aan rechterlijke toetsing of andere geschillenbeslechtingsmechanismen.
Hoewel verrekenprijzen door commentatoren soms onjuist worden gepresenteerd als een praktijk of techniek voor belastingontwijking
 verwijst de term naar een reeks materiële en administratieve wettelijke vereisten die door overheden aan bepaalde belastingplichtigen worden opgelegd. Echter, agressieve tarieven binnen de groep - met name voor schulden en immateriële activa - hebben een belangrijke rol gespeeld bij belastingontwijking door ondernemingen . Het was ook een van de problemen die werden vastgesteld toen de OESO in 2013 haar actieplan bodemerosie en winstverschuiving (BEPS) uitbracht. In de laatste BEPS-verslagen 2015 van de OESO werd aangedrongen op rapportage per land en strengere regels voor de overdracht van risico- en immateriële activa, maar beval aan om zich aan het Arm's length principle te houden. De aanbevelingen zijn veel belastingbetalers en professionele servicebedrijven bekritiseerd omdat ze afwijken van de gevestigde beginselen en door sommige academici en belangenbehartigers omdat de OESO volgens hen gefaald zou hebben om adequate wijzigingen aan te brengen.
Verrekenprijzen mogen niet worden gecombineerd met frauduleuze onjuiste facturen voor het handelsverkeer, hetgeen een techniek is om ongeoorloofde overdrachten te verhullen door vervalste prijzen op facturen die aan douaneambtenaren zijn voorgelegd, te melden. "Omdat ze vaak te maken hebben met een verkeerde prijsstelling, kunnen veel agressieve belastingontwijkingsregelingen door multinationale ondernemingen gemakkelijk worden verward met onjuiste facturering van de handel. Ze moeten echter worden beschouwd als afzonderlijke beleidsproblemen met afzonderlijke oplossingen ", aldus Global Financial Integrity, een non-profit onderzoeks- en belangenbehartigingsgroep die zich richt op het tegengaan van illegale geldstromen.

## Nederlandse wetgeving
In Nederland zijn de bepalingen rond het Arm's length principle en Transfer pricing geregeld in de Wet op de vennootschapsbelasting 1969 (VPB).
Artikel 8b VPB regelt hoe een onderneming haar winst moet bepalen indien deze handelt met ondernemingen die binnen dezelfde groep vallen. Het gaat dan om de voorwaarden die deze ondernemingen overeenkomen (of opgelegd krijgen) voor transacties tussen en binnen deze ondernemingen, indien deze voorwaarden afwijken van voorwaarden die in het economisch verkeer door onafhankelijke partijen zouden zijn overeengekomen. De winst van die bedrijven wordt dan bepaald alsof die laatstbedoelde voorwaarden zouden zijn overeengekomen.
Deze ondernemingen hebben verder een documentatieverplichting waarin gegevens opnemen waaruit blijkt op welke wijze de verrekenprijzen tot stand zijn gekomen en waaruit kan worden opgemaakt of er met betrekking tot de tot stand gekomen verrekenprijzen sprake is van voorwaarden die in het economische verkeer door onafhankelijke partijen zouden zijn overeengekomen. Het doel van deze documentatieverplichting is ervoor te zorgen dat er voldoende informatie beschikbaar is zodat de inspecteur de zakelijkheid van de tot stand gekomen verrekenprijzen kan beoordelen.
De artikelen 29b tot en met 29h VPB bepalen vanaf het jaar 2016 dat deze ondernemingen verplicht zijn een landenrapport in te dienen indien de geconsolideerde opbrengst van de groep hoger dan 750 miljoen euro. Dit wordt ook wel country-by-country reporting genoemd.

## Belgische wetgeving
- Artikel 18, 4° en artikel 198, 11° van het Wetboek van de Inkomstenbelastingen van 1992 (WIB92) voorzien in anti-onderkapitalisatiemaatregelen. Dit zijn maatregelen tegen grondslaguitholling door excessieve leningen of interesten.
- Artikel 26 WIB92 sanctioneert winstverschuivingen die intragroep plaatsvinden en naar belastingparadijzen.
- Artikel 54 WIB92 stelt dat excessieve betalingen aan in belastingparadijzen gevestigde vennootschappen niet aftrekbaar zijn. Deze bepaling werd door het Hof van Justitie van de Europese Unie in de zaak SIAT strijdig bevonden met het Europees recht en mag niet meer worden toegepast.[26]
- Artikel 185/2 WIB92 regelt de Belgische Controlled Foreign Company-wetgeving (CFC). Dit zijn gecontroleerde buitenlandse vennootschappen die gebruikt worden om winsten op te potten. CFC-wetgeving houdt kortweg in dat deze opgepotte winsten verondersteld worden uitgekeerd te worden aan de aandeelhouders en worden dus onderworpen aan dividendbelasting.
- Artikel 207 WIB92 voert het aftrekverbod in van winstitems die intragroep werden verschoven naar een Belgische vennootschap.
- Artikel 344(2) WIB92 sanctioneert de verplaatsing van actieve vermogensbestanddelen naar belastingparadijzen.

### Arm's length principle
In België werd het arm's length principle ingevoerd in 2004, in artikel 185(2) van het Wetboek van de Inkomstenbelastingen. Dit artikel werd gewijzigd in 2017 zodat neerwaartse winstcorrecties enkel correlatief konden worden toegepast ten gevolge van een opwaartse winstcorrectie in het buitenland. Deze wijziging in 2017 betekende de dood van de zogenaamde excess profit rulings. 
Artikel 185(2) WIB92 betreft nagenoeg een kopie van artikel 9(1) van de OESO-modelovereenkomst. Er bestaan evenwel kleine verschillen. Zo vallen enkel vennootschappen en niet natuurlijke personen (dit zijn personen van vlees en bloed) onder de regeling. In de praktijk heeft dit weinig gevolgen aangezien er quasi geen natuurlijke personen te maken krijgen met transfer pricing-geschillen.

## Internationaal
Meer dan zestig regeringen hebben regels voor verrekenprijzen vastgesteld, die in bijna alle gevallen (met de opvallende uitzonderingen van Brazilië en Kazachstan) gebaseerd zijn op het Arm's length principle. De regels van bijna alle landen stellen verbonden partijen in staat prijzen op enigerlei wijze vast te stellen, maar laten de belastingautoriteiten toe om die prijzen aan te passen (voor het berekenen van de belastingplicht) waar de prijzen buiten een arms length bereik vallen. De meeste, zo niet alle regeringen staan aanpassingen toe door de belastingdienst, zelfs als het niet de bedoeling is belasting te ontduiken of te ontwijken. De regels vereisen over het algemeen dat marktniveau, functies, risico's en verkoopvoorwaarden van transacties of activiteiten met niet-verbonden partijen redelijk vergelijkbaar zijn met dergelijke items met betrekking tot de transacties met verbonden partijen of de winstgevendheid die wordt getest.
Aanpassing van prijzen geschiedt over het algemeen door het belastbaar inkomen van alle betrokken verbonden partijen binnen het rechtsgebied aan te passen, evenals eventuele inhouding of andere belastingen die zijn opgelegd aan partijen buiten het rechtsgebied aan te passen. Dergelijke aanpassingen worden meestal gedaan na het indienen van belastingaangiften. Als Bigco US bijvoorbeeld een machine aan Bigco Duitsland laadt, kunnen de Amerikaanse of Duitse belastingautoriteiten de prijs aanpassen bij onderzoek van de respectieve belastingaangifte. Na een aanpassing kan de belastingbetaler in het algemeen (althans door de aanpassing van de overheid) betalingen verrichten om de aangepaste prijzen weer te geven.
Bij de meeste systemen is bij het gebruik van meerdere methoden van Transfer Pricing toegestaan, waarbij dergelijke methoden geschikt zijn en worden ondersteund door betrouwbare gegevens om prijzen van verbonden partijen te testen. Tot de veelgebruikte methoden behoren vergelijkbare ongecontroleerde prijzen, cost-plus, wederverkoopprijs of markup en op winstgevendheid gebaseerde methoden. Veel systemen onderscheiden methoden voor het testen van goederen en diensten voor het gebruik van onroerend goed vanwege inherente verschillen in bedrijfsaspecten van dergelijke brede soorten transacties. Sommige systemen bieden mechanismen voor het delen of toewijzen van kosten van het verwerven van activa (inclusief immateriële activa) tussen verbonden partijen op een manier die is ontworpen om belastingconflicten te verminderen. De meeste regeringen hebben toestemming aan hun belastingautoriteiten gegeven om prijzen aan te passen die tussen verbonden partijen in rekening worden gebracht.
Bovendien erkennen de meeste systemen dat een prijs op arms length niet een bepaald prijspunt maar veeleer een prijsbereik kan zijn. Sommige systemen verschaffen maatregelen om te evalueren of een prijs binnen een dergelijk bereik wordt beschouwd als arms length, zoals het interkwartielbereik dat wordt gebruikt in Amerikaanse voorschriften. Significante afwijkingen tussen punten in het bereik kunnen wijzen op een gebrek aan betrouwbaarheid van gegevens. Betrouwbaarheid wordt over het algemeen als verbeterd beschouwd door het gebruik van gegevens over meerdere jaren.
De meeste regels vereisen dat de belastingautoriteiten feitelijke transacties tussen partijen in overweging nemen en alleen aanpassingen aan feitelijke transacties toestaan. Meerdere transacties kunnen afzonderlijk worden samengevoegd of getest en testen kan meerdere jaren gegevens gebruiken. Bovendien kunnen transacties waarvan de economische substantie wezenlijk verschilt van hun vorm, volgens de wetgeving van veel systemen opnieuw worden gekenmerkt om de economische substantie te volgen.
Verrekenprijsaanpassingen zijn sinds de jaren dertig een kenmerk van veel belastingstelsels. De Verenigde Staten hebben de ontwikkeling geleid van gedetailleerde en uitgebreide richtlijnen voor verrekenprijzen met een Witboek in 1988 en voorstellen in 1990-1992, die uiteindelijk in 1994 verordeningen zijn geworden. In 1995 publiceerde de OESO haar richtlijnen voor verrekenprijzen die zij in 1996 en 2010 heeft uitgebreid. De twee sets richtlijnen zijn grotendeels vergelijkbaar en bevatten bepaalde principes die door veel landen worden gevolgd. De OESO-richtlijnen zijn door veel landen van de Europese Unie met weinig of geen wijzigingen formeel aangenomen.